# Naenarides superior
Naenarides superior là một loài tò vò trong họ Ichneumonidae.